# Горо (Італія)
Горо, Ґоро (італ. Goro) — муніципалітет в Італії, у регіоні Емілія-Романья, провінція Феррара.
Горо розташоване на відстані близько 330 км на північ від Рима, 90 км на північний схід від Болоньї, 55 км на схід від Феррари.
Населення — 3828 осіб (2014).

## Демографія
Населення за роками:

Станом на 1 січня 2023 року в муніципалітеті офіційно проживали 62 іноземці з 21 країни, серед них 28 громадян країн Євросоюзу та 8 громадян України.

## Сусідні муніципалітети
- Аріано-нель-Полезіне
- Кодігоро
- Мезола